# Wadena, Saskatchewan
Wadena är en ort i Kanada.   Den ligger i provinsen Saskatchewan, i den sydöstra delen av landet, 2 200 km väster om huvudstaden Ottawa. Wadena ligger 542 meter över havet och antalet invånare är 1 319.
Terrängen runt Wadena är platt. Runt Wadena är det mycket glesbefolkat, med 2 invånare per kvadratkilometer..
Trakten runt Wadena består till största delen av jordbruksmark.